# Mark D. Siljander

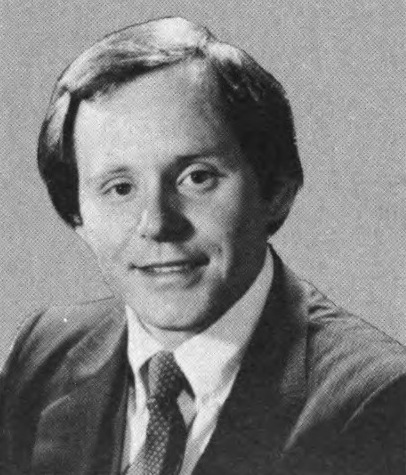
Mark D. Siljander, 1983

Mark Deli Siljander (* 11. Juni 1951 in Chicago, Illinois) ist ein ehemaliger amerikanischer Politiker. Zwischen 1981 und 1987 vertrat er den Bundesstaat Michigan im US-Repräsentantenhaus.

## Werdegang
Mark Siljander besuchte die öffentlichen Schulen seiner Heimat einschließlich der Oak Park-River Forest High School, die er im Jahr 1969 absolvierte. Danach studierte er bis 1973 an der Western Michigan University in Kalamazoo. Anschließend begann er in der Immobilienbranche zu arbeiten.
Politisch schloss sich Siljander der Republikanischen Partei an. Im Jahr 1980 war er Delegierter zur Republican National Convention in Detroit, auf der Ronald Reagan als Präsidentschaftskandidat nominiert wurde. Zwischen 1977 und 1981 saß Siljander als Abgeordneter im Repräsentantenhaus von Michigan. Nach dem Rücktritt des Kongressabgeordneten  David Stockman wurde er bei der fälligen Nachwahl für den vierten Sitz von Michigan als dessen Nachfolger in das US-Repräsentantenhaus in Washington, D.C. gewählt, wo er am 21. April 1981 sein neues Mandat antrat. Nach zwei Wiederwahlen konnte er bis zum 3. Januar 1987 im Kongress verbleiben. Im Jahr 1986 wurde er von seiner Partei nicht mehr zur Wiederwahl nominiert.
In den Jahren 1987 und 1988 war Mark Siljander einer der amerikanischen Delegierten bei der UNO-Vollversammlung. Im Jahr 1992 bewarb er sich erfolglos um seine Rückkehr in den Kongress. Außerdem betrieb er eine Import- und Exportfirma und war zeitweise als Radiokommentator tätig.
In den 2000er Jahren geriet Siljander mit dem Gesetz in Konflikt: Am 16. Januar 2008 wurde gegen ihn unter anderem wegen Geldwäsche, Verschwörung und Behinderung der Justiz Anklage erhoben. Konkret hatte er, ohne sich als Lobbyist zu registrieren, im Auftrag der im Sudan beheimateten Islamic American Relief Agency (IARA) versucht, diese von der Liste der Sponsoren des internationalen Terrorismus streichen zu lassen. Am 7. Juli 2010 bekannte er sich schuldig. Er war auch an undurchsichtigen Geldüberweisungen nach Pakistan beteiligt. Als Hintergrund spielt Siljanders Nähe zu dem unter dem Namen The Family (auch als „Fellowship“ bekannt) bekanntem evangelikalen Netzwerk, welches das jährliche National Prayer Breakfast in Washington, D.C. organisiert, eine Rolle.  Er gründete mit Trac5 eine Organisation, welche personell eng mit The Family verknüpft ist und zum Ziel hat, unter Berufung auf die Rolle Jesu sowohl in der Bibel als auch im Koran, eine Brücke zwischen dem Islam und Christentum herzustellen. 2011 wurde Siljander zu einem Jahr Haft verurteilt.

## Schriften
- mit John David Mann: A deadly misunderstanding : a congressman’s quest to bridge the Muslim-Christian divide. Vorwort von Ban Ki-moon. HarperOne, New York 2008, ISBN 978-0-06-143828-8.